# Писарский, Борис Романович
Борис Романович Писарский (11 апреля 1906 — 12 марта 1986, Москва) — советский военачальник, генерал-майор авиации, участник Великой Отечественной войны.

## Биография
Борис Писарский родился 11 апреля 1906 года в селе Отрада Пирятинского уезда Полтавской губернии в семье небогатого ремесленника. Еврей. Окончил гимназию.
На службу в Красную армию поступил в октябре 1923 года году. В 1929 году успешно окончил 3-ю военную школу лётчиков и летнабов в Оренбурге. Командовал эскадрильей, был командиром авиационной бригады.
В 1938 году был назначен командиром 2-го бомбардировочного авиационного полка. Позже был заместителем руководителя авиационной бригады. С 29 июня 1941 года по 28 августа 1941 года Писарский командовал 46-й авиационной дивизией. С августа 1941 года — командующий ВВС 52-й армии, с марта 1942 года — командующий ВВС 20-й армии. 29 октября 1941 года получил звание генерал-майора авиации.
Из-за обострения болезни переведен заместителем командующего ВВС Московского военного округа, с июля 1943 года — заместителем командующего ВВС Северо-Кавказского военного округа по ВУЗам, с 23 августа 1944 года — заместителем командующего ВВС Харьковского военного округа по ВУЗам.
После войны в той же должности. Уволен в отставку 10 июня 1946 года. С января 1947 года по октябрь 1950 года работал в Главном управлении ГВФ при Совете министров СССР заместителем начальника Главной инспекции Воздушного флота.
Умер в Москве 10 марта 1986 года, похоронен там же.

## Награды
- Орден Ленина[3].
- Орден Красного Знамени (03.11.1944);
- Орден Красной звезды (25.05.1936).
- Орден Отечественной войны 1 степени (06.04.1985).
- Медаль «За победу над Германией в Великой Отечественной войне 1941—1945 гг.»
- Медаль «За оборону Ленинграда» (22.12.1942)[4].
- Медаль «XX лет РККА» (20.02.1938).